# Acanthoctenus

Ojos estampados de un macho de A. remotus.

Acanthoctenus es un género de arañas araneomorfas de la familia Ctenidae de Centroamérica y Sudamérica. Hembras de A. remotus llegan a alcanzar 15mm de longitud de cuerpo, mientras que en los machos el máximo son 11mm.

## Especies
- Acanthoctenus gaujoni Simon, 1906 — Venezuela, Ecuador.
- Acanthoctenus kollari (Reimoser, 1939) — Costa Rica.
- Acanthoctenus maculatus Petrunkevitch, 1925 — Panamá
- Acanthoctenus mammifer Mello-Leitão, 1939 — Brasil
- Acanthoctenus obauratus Simon, 1906 — Brasil
- Acanthoctenus plebejus Simon, 1906 — Venezuela, Perú.
- Acanthoctenus remotus Chickering, 1960 — Jamaica
- Acanthoctenus rubrotaeniatus Mello-Leitão, 1947 — Brasil
- Acanthoctenus spiniger Keyserling, 1877 — Desde México hasta Venezuela.
- Acanthoctenus spinipes Keyserling, 1877 — Desde Guatemala hasta Paraguay.